# Tlacoachistlahuaca
Tlacoachistlahuaca é um município do estado de Guerrero, no México.